# Ivet Lalova-Collio
Ivet Miroslavova Lalova-Collio (bolgarsko Ивет Мирославова Лалова-Колио), bolgarska atletinja, * 18. maj 1984, Sofija, Bolgarija.
Nastopila je na poletnih olimpijskih igrah v letih 2004, 2008, 2012 in 2016, leta 2004 je dosegla četrto mesto v teku na 100 m in peto v teku na 200 m. Na evropskih prvenstvih je osvojila naslov prvakinje v teku na 100 m leta 2012 ter srebrni medalji v teku na 100 m in 200 m leta 2016, na evropskih dvoranskih prvenstvih pa naslov prvakinje v teku na 200 m leta 2005 in bronasto medaljo v teku na 60 m leta 2013.